# Katossaari (ö i Södra Savolax, S:t Michel, lat 61,50, long 28,63)
Katossaari är en ö i Finland. Den ligger i sjön Pihlajavesi och i kommunen Puumala i den ekonomiska regionen  S:t Michel och landskapet Södra Savolax, i den södra delen av landet, 250 km nordost om huvudstaden Helsingfors. Öns area är 14,5 hektar och dess största längd är 0,8 kilometer i nord-sydlig riktning.